# Samuel William Jacobs
Samuel William Jacobs (né le 6 mai 1871 à Lancaster en Ontario et mort le 21 août 1938 à Montréal) est un avocat et homme politique fédéral du Québec. Il meurt en fonction en 1938, à l'âge de 67 ans.

## Biographie

### Jeunesse
Sa famille est l'une des premières à venir au Canada en provenance d'Europe de l'Est, arrivée au milieu des années 1800. Il fait des études de droit à l'Université McGill où il obtient un diplôme en 1893, puis fait une maîtrise en droit à l'Université Laval à Montréal.

### Édition de journaux
En 1897, il fonde avec plusieurs partenaires le Jewish Times qui fut le premier journal juif de langue anglaise au Canada.

### Droit
En tant qu'avocat, il est connu pour avoir remporté le procès en diffamation de l'Affaire Plamondon, où les Juifs ont fait l'objet d'attaques antisémites à la suite du discours de 1910 du notaire Jacques-Édouard Plamondon,,.
En février 1914, il agit en tant que représentant au nom des enfants juifs en grève qui protestent contre l'antisémitisme à l'école primaire Aberdeen.

### Carrière politique
Il entame une carrière parlementaire avec son élection à la Chambre des communes du Canada comme député du parti libéral dans la circonscription de George-Étienne Cartier lors de l'élection fédérale canadienne de 1917. Il est réélu dans George-Étienne Cartier en 1921 et dans Cartier en 1925, 1926, 1930 et 1935. Pendant des années, il a été le seul député juif à la Chambre des communes Il a obtenu le titre honorifique de Conseil du Roi (C.R.).

### Travail communautaire
Il est président de l'Institut Baron de Hirsch de 1912 à 1914, du Congrès juif canadien de 1934 à 1938 et gouverneur à vie de l'Hôpital général de Montréal, de l'Hôpital Notre-Dame, du Mount Sinai Sanatorium, du Centre communautaire juif (en) de Montréal et de la Association hébraïque de prêts bénévoles de Montréal (en). Il est également impliqué auprès des services d'aide aux immigrants juifs et du Montreal Hebrew Orphans' Home, et a été directeur canadien de la Jewish Colonization Association. Jacobs est réputé pour défendre les intérêts juifs, lutter contre l'antisémitisme et promouvoir une immigration juive accrue au Canada.